# Pseudagrion rufocinctum
Pseudagrion rufocinctum là một loài chuồn chuồn kim thuộc họ Coenagrionidae. Loài này có ở Cộng hòa Dân chủ Congo, Tanzania, và Uganda. Môi trường sống tự nhiên của chúng là rừng ẩm vùng đất thấp nhiệt đới hoặc cận nhiệt đới và suối nước ngọt. Chúng hiện đang bị đe dọa vì mất nơi sống.